# Portigliola
Portigliola là một đô thị ở tỉnh Reggio Calabria trong vùng Calabria, Ý, có cự ly khoảng 80 km về phía tây nam của Catanzaro và khoảng 50 km về phía đông bắc của Reggio Calabria. Tại thời điểm ngày 31 tháng 12 năm 2004, đô thị này có dân số 1.297 người và diện tích là 6 km².
Portigliola giáp các đô thị: Antonimina, Locri, Sant'Ilario dello Ionio.